# Cytherella ovata
Cytherella ovata is een mosselkreeftjessoort uit de familie van de Cytherellidae. De wetenschappelijke naam van de soort is voor het eerst geldig gepubliceerd in 1841 door Roemer.